# Fischverträglichkeit
Der Begriff der Fischverträglichkeit bezieht sich auf Wassertriebwerke, insbesondere Wasserturbinen, um die Verletzungsrisiken für flussabwärts migrierende Fische, die in die Turbinen geraten, zu klassifizieren. 
Kriterien für Fischverträglichkeit bei Turbinen und Wasserkraftschnecken sind zum Beispiel:
- spaltfreie Verbindungen zwischen den Rotorblättern und der Nabe
- langsame Drehzahlen
- keine scharfen Schaufelkanten an der Eintrittskante des Triebwerks
- geringe Anzahl an rotierenden Schaufeln.

Als fischverträgliche Turbinen gelten daher zum Beispiel Propellerturbinen mit festen Laufradschaufeln oder spezielle Bauformen von Wasserkraftschnecken.